# 33. Międzynarodowy Festiwal Filmowy w Cannes
33. Międzynarodowy Festiwal Filmowy w Cannes odbył się w dniach 9–23 maja 1980 roku. Imprezę otworzył pokaz kanadyjskiego filmu Fantastica w reżyserii Gilles’a Carle’a.
Jury pod przewodnictwem amerykańskiego aktora Kirka Douglasa przyznało nagrodę główną festiwalu, Złotą Palmę, ex aequo amerykańskiemu musicalowi Cały ten zgiełk w reżyserii Boba Fosse oraz japońskiemu filmowi Sobowtór w reżyserii Akiry Kurosawy. Drugą nagrodę w konkursie głównym, Grand Prix, przyznano francuskiemu filmowi Wujaszek z Ameryki w reżyserii Alaina Resnais’go.

## Członkowie jury

### Konkurs główny
- Kirk Douglas, amerykański aktor − przewodniczący jury[3]
- Ken Adam, brytyjski scenograf filmowy
- Robert Benayoun, francuski krytyk filmowy
- Albina du Boisrouvray, francuska producentka filmowa
- Veljko Bulajić, chorwacki reżyser
- Leslie Caron, francuska aktorka
- Charles Champlin, amerykański krytyk filmowy
- André Delvaux, belgijski reżyser
- Gian Luigi Rondi, włoski krytyk filmowy
- Michael Spencer, kanadyjski producent filmowy

## Selekcja oficjalna

### Otwarcie i zamknięcie festiwalu
|             | Tytuł               | Reżyseria    | Kraj produkcji |
| ----------- | ------------------- | ------------ | -------------- |
| Otwierający | Fantastica          | Gilles Carle | Kanada         |
| Zamykający  | Jestem fotogeniczny | Dino Risi    | Włochy         |